# Sangibirtu
Sangibirtu o Sangibuti fou un país del nord del llac Urmia que correspon a la regió de Khoy-Marand; estava sota dependència d'Urartu al segle viii aC. Al segle vii aC fou una de les zones de penetració dels cimmeris orientals i escites. Vers el 700 aC els cimmeris (gimiru) amb afegits de grups escites van baixar del Caucas, van arribar a la costa sud-occidental de la mar Càspia i després van seguir a l'oest cap al llac Urmia arribant a les terres de Sangibirtu o Sangibuti i Bari (que devia estar a la rodalia), situades al nord-nord-oest del llac, baixant per la part oriental d'aquest cap a Uišdiš o Uishdish (Tabriz-Maragha), Zikirtu (que hauria d'estar a l'est o sud-est de l'anterior), i Gizilbundi (prop de la moderna Teheran); des d'aquí ja podien atacar les fronteres orientals d'Assíria, a Manna, Karalla, Allabria, Zamua i Parsua.